# 至純花/黄昏少女
『至純花/黄昏少女』（しじゅんか/たそがれしょうじょ）は、2005年1月26日にリリースされたシングル。

## 概要
- PCゲームおよびテレビアニメ『らいむいろ流奇譚X CROSS 〜恋、教ヘテクダサイ。〜』の主題歌を収録。

## 収録曲
1. 至純花
  - 作詞：畑亜貴、作曲：坂下正俊、編曲：飯塚昌明
  - PCゲーム、テレビアニメ『らいむいろ流奇譚X CROSS 〜恋、教ヘテクダサイ。〜』オープニングテーマ
2. 黄昏少女
  - 作詞：畑亜貴、作曲・編曲：Dr.KOMA
  - PCゲーム、テレビアニメ『らいむいろ流奇譚X CROSS 〜恋、教ヘテクダサイ。〜』エンディングテーマ
3. 至純花（OFF VOCAL）
4. 黄昏少女（OFF VOCAL）